# Ricardo Flores Magón, Tihuatlán
Ricardo Flores Magón är en ort i Mexiko.   Den ligger i kommunen Tihuatlán och delstaten Veracruz, i den sydöstra delen av landet, 210 km nordost om huvudstaden Mexico City. Ricardo Flores Magón ligger 60 meter över havet och antalet invånare är 2 475.
Terrängen runt Ricardo Flores Magón är huvudsakligen platt, men västerut är den kuperad. Ricardo Flores Magón ligger nere i en dal. Runt Ricardo Flores Magón är det ganska tätbefolkat, med 166 invånare per kvadratkilometer. Närmaste större samhälle är Poza Rica de Hidalgo, 4,2 km nordost om Ricardo Flores Magón. Omgivningarna runt Ricardo Flores Magón är en mosaik av jordbruksmark och naturlig växtlighet.